# Fuente de Santa Cruz
Fuente de Santa Cruz – gmina w Hiszpanii, w prowincji Segowia, w Kastylii i León, o powierzchni 17,62 km². W 2011 roku gmina liczyła 137 mieszkańców.